# Адольф Шишко-Богуш
Адольф Шишко-Богуш (пол. Adolf Szyszko-Bohusz, 1 вересня 1883, Нарва — 1 жовтня 1948, Краків) — польський архітектор, теоретик архітектури, реставратор, педагог.

## Біографія
Народився 1883 року в місті Нарва (Естонія) в родині Полікарпа Шишко-Богуша, інженера залізниць і Марцеліни з Жонсьніцьких, архітектора. 1894 року вступив до класичної гімназії в Таллінні. 1902 року закінчив X класичну гімназію в Санкт-Петербурзі із золотою медаллю. Того ж року вступив на архітектурний факультет Петербурзької академії мистецтв, який 1909 року закінчив із відзнакою. Отримав стипендію, завдяки якій протягом 1909—1910 років навчався у Відні, Празі і Берліні.
1910 року оселився у Кракові. 1912 року отримав право на самостійне проєктування і ведення будівельних робіт. Того ж року заснував у Кракові приватне проєктне бюро. Тоді ж обраний доцентом у Краківській академії мистецтв. Займав посаду секретаря Комісії історії мистецтва Академії знань. В середині 1912 року переїхав до Львова, де у Політехніці заснував і очолив кафедру сучасної архітектури (номінований 31 січня 1913). Ще того ж року її перейменовано на кафедру архітектури, але залишено «надзвичайний» статус. Як елемент навчального процесу використовував т. зв. «семінари» з проєктування. У 1913—1914 навчальному році проєкт студента Мечислава Жепецького, виконаний у рамках семінару, здобув перше місце на конкурсі недорогих будинків для Антоколя у Вільно.
1915 року вступив до I бригади Легіонів, пізніше переведений до VI полку піхоти Легіонів. 1916 року повернувся до Львівської політехніки, пізніше очолив реставраційні роботи замку на Вавелі. Виявив залишки дороманської каплиці, яка стала предметом дисертації. 1919 року у Львівській політехніці здобув ступінь доктора технічних наук. Від 1920 професор Ягеллонського університету, одночасно керівник кафедри старовинної архітектури у Краківській академії мистецтв, де протягом 1924—1929 років був ректором. Від 1932 року керівник кафедри монументального проєктування відділу архітектури Варшавської політехніки. У часи Другої світової війни працював креслярем у приватному німецькому бюро, яке провадило роботи на Вавелі. Член Таємного вавельського комітету. 1945 року один із творців кафедри архітектури Гірничої академії у Кракові та її перший декан.
Від 1912 року входив до Політехнічного товариства у Львові. Член краківського Товариства опіки над польськими пам'ятками мистецтва і культури. 8 березня 1912 року обраний до правління товариства. Член спілки архітекторів Краківського воєводства. Двічі, у 1929 і 1933 роках був обраний її головою. Займався організацією архітектурної виставки 1912 року у Кракові. Входив до виконавчого комітету виставки.
Відзначений Офіцерським хрестом Ордену Відродження Польщі (29 грудня 1921), Командорським хрестом того ж ордену (1928), Хрестом за заслуги (1931), за заслуги у царині мистецтва Командорським хрестом із зіркою (1938). Був членом журі конкурсу проєктів  вілли для виставки в Римі (1910), будинку товариства «Сокіл IV» на розі вулиці Личаківської і нинішньої Ніжинської у Львові (1914), конкурсу проєктів пам'ятника на честь об'єднання польських земель у Гдині (1931), на будинок управління митниці у Гдині (1934), польського павільйону для виставки у Нью-Йорку 1939 року (відбірковий конкурс 1938). 1922 року входив до комісії, що відбирала проєкти польського павільйону для міжнародної виставки в Парижі 1924 року. Редактор журналів «Architekt» і «Głos plastyków». Іменем Шишко-Богуша названо вулицю у Кракові, в місцевості Пшегожали.

## Роботи
- Реставрація Collegium Majus (від 1911).
- «Дім столяра» — павільйон на краківській Виставці архітектури та інтер'єрів у садовому оточенні 1912 року. Приміщення першого поверху були призначені для майстерень. На другому розміщено помешкання, проєкт інтер'єрів якого виконав Кароль Машковський.[19]
- Власний будинок у Львові (1913, не віднайдений).[7]
- Дерев'яна каплиця у селі Наревка, близько 1914. Пізніше втрачена.[20]
- Керівництво реставраційними роботами на Вавелі від 1916 року. Спроєктував зокрема саркофаг Юліуша Словацького, вхід із балдахіном до крипти Юзефа Пілсудського, Гербову браму. Розробив проєкт перетворення Вавеля на пантеон заслужених поляків. Проєкт передбачав розбирання австрійського шпиталю і трасування на терені споруд, знищених австрійцями у 1803-1809 та 1850-х роках. Шишко-Богуш відкидав ідею влаштування у колишньому шпиталі  експозицій Національного музею.[21]
- Будинок Поштової ощадної каси у Кракові на трикутній ділянці між вулицями Вєлополє, де має № 19-21 і плантами Діетла. Спорудженню передував конкурс ескізів, оголошений 1921 року. Однак результати конкурсу не задовільнили організаторів і проєктування доручено Адольфові Шишко-Богушу. Будинок зведено  у 1922—1926 роках. Частина його приміщень були житловими з можливістю подальшої трансформації під офіси для потреб банку. Фасад вирішено у вигляді монументальних коринфських колон, увінчаних гладким аттиком. Колони об'єднують три яруси і повністю оперізують будівлю. Півколони увінчано потужним гладким аттиком. Дім відзначається зручним плануванням і доброю інсоляцією. Однією з особливостей є кругла операційна зала першого поверху (їй відповідають такі ж зали на всіх поверхах). Недоліком є недостатній простір навколо будівлі, бракує віддалених точок для нормального візуального сприйняття.[22]
- Відпочинкова резиденція президента у Віслі. Споруджена на схилі так званого Заднього гроня, на місці давнішої, знищеної 1927 року пожежею. Будівництво, яке тривало від липня 1929 до грудня 1930, провадили Тадеуш Новорита і Казимир Табенський під керівництвом самого Шишко-Богуша. Дизайн інтер'єрів та меблі розроблено спільно з Анджеєм Пронашком. Зовні споруда витримана у дусі функціоналізму і водночас справляла враження невеликого мальовничого замку, завдяки укладу різновеликих основних об'ємів і декоративному ефекту від обшивки з необробленого пісковика.[23] Зберігся у перебудованому вигляді.
- Будинок страхового товариства «Фенікс» у Кракові на розі площі Ринок і вулиці св. Яна, 2. Збудований 1932 року на місці трьох розібраних кам'яниць. Будівництву передував ряд проєктів, зокрема в історично стилізованих формах, не схвалених міською владою. Остаточний вигляд будинку викликав хвилю критики у пресі, зокрема у фаховій, через надмірну висоту та агресивної форми аттик.[24] Будинок зберігся у перебудованому вигляді — аттик демонтовано.
- Пошта в Ченстохові (1933). Проєкт детального планування і керівництво спорудженням Фридерика Таданіра.[25]
- Костел святих Петра і Павла в Теребовлі (1935).[26] В радянські часи перебудований.
- Санаторій у Жегестові, збудований за конкурсним проєктом.[27]
- Реставрація Королівського замку і Лазєнок у Варшаві.
- Реставрація колегіати у селі Вісліца Свентокшиського воєводства.
- Реставраційні роботи в Ясній Гурі в Ченстохові.
- Реставрація монастиря цистерціанців у селі Щижиц Малопольського воєводства.
- Реставрація костелів Божого Тіла і святої Катерини у Кракові.
- Житловий будинок на площі Мар'яцькій, 7 у Кракові.
- Дім ім. Юзефа Пілсудського на вулиці 3 травня, 7 у Кракові.
- Реконструкція залишків оборонних мурів Кракова.
- Проєкт меморіальної таблиці загиблим студентам на корпусі Львівського університету. Проєкти одного ректорського ланцюжка і чотитрьох — для деканів університету. Усе 1922 року.[28]
- Комплекс прибуткових будинків Поштової ощадної каси на вулиці Зиблікевича, на розі з Лібровщизною у Кракові.[29]
- Проєкт розбудови дому Товариства митців-пластиків у Кракові на площі Святого Духа.[30]

Нереалізовані проєкти
- Конкурсний проєкт синагоги у Харкові (1909). Задум значною мірою базувався на вже існуючій синагозі кінця XVII — початку XVIII ст. у Переворську. Проєкт Шишко-Богуша здобув одну з трьох відзнак конкурсу, на який прислано всього 17 робіт різних авторів.[31]
- III місце на конкурсі проєктів житлових будинків для «Великого Кракова» (1912).[32]
- Конкурсний проєкт готелю Palace-Hotel-Bristol у Кракові 1912 року. Не здобув призових місць, але отримав «почесну згадку» журі.[33]
- Конкурсний проєкт будинку Гірничої академії у Кракові (1913). Відзначений журі.[34]
- Одна з трьох других премій 1913 року на конкурсі проєктів нової будівлі Львівського університету на нинішній вулиці Грушевського. Співавтор Максимільян Бурстін. Проєкт отримав високі оцінки фахівців за оперування у фасаді простими великими масами, не подрібненими декором. Корпус добре візуально пов'язувався з уже існуючим бароковим костелом святого Миколая поруч. Відзначено також ясний план, хороше вирішення зали засідань.[35] Робота увійшла до виданої того ж року збірки проєктів конкурсу.[36]
- Конкурсний проєкт двору родини Влодків у Неговичі. Конкурс організований 1913 року краківським Колом архітекторів. Серед 56 надісланих робіт проєкт Шишко-Богуша не здобув призових місць, але був придбаний організаторами.[37]
- Проєкт костелу і монастиря місіонерів на вулиці Снопківській у Львові (1924).[38]
- III місце на конкурсі проєктів учительської семінарії у Пщині (1925).[39]
- Конкурсний проєкт кафедрального костелу і будинків курії в Катовицях. Передбачав об'єднання костелу і вторинних приміщень в один блок. Вирізнявся незвичним розміщенням вівтаря по центру зали. Здобув одне трьох II місць на конкурсі у квітні 1925 року.[40]
- I місце на конкурсі проєктів будинку Каси хворих у Кракові (1925).[41]
- Проєкт санаторію у Криниці-Здруй на вулиці Нітрібітта. Розроблений для конкурсу 1926 року. Не здобув призових місць, але був придбаний журі.[42]
- Конкурсний проєкт костелу Матері Божої Остробрамської у Львові (1930). Відзначений організаторами, як найбільш вдалий, однак не прийнятий до реалізації. Був вкрай радикально модерністичним вирішенням як на самому конкурсі, так і в контексті творчого доробку Шишко-Богуша. Храм планувався із крупних недекорованих брил, пожвавлених лише круглими вікнами, чим стилістично сильно тяжів до кубізму.[43]
- Проєкт храму Провидіння Господнього у Варшаві на другому (закритому) конкурсі на цей костел, що проводився 1931 року.[44] Французький журнал L'Architecture d'aujourd'hui № 5 за 1932 рік опублікував 3 ілюстрації проєкту.[45]

Опубліковані праці
- Trzy nasze zamki: Czersk, Chęciny, Ogrodzieniec // Sprawozdania Komisji do Badań Historii Sztuki w Polsce, t. VIII, 1912, s. 240—258.
- Kościoły w Tomaszowie i Mnichowie: przyczynek do historyi budownictwa drewnianego w epoce barokowej // Sprawozdania Komisji do Badań Historii Sztuki w Polsce, t. VIII, 1912, s. 308—319.
- Kościoły polskie dwunawowe // Sprawozdania Komisji do Badań Historii Sztuki w Polsce, t. VIII: 1912, z. 1, 2, s. 70-124.
- Beszowa, Skalbmierz i system krakowski // Sprawozdania Komisji do Badań Historii Sztuki w Polsce, t. IX, 1913.
- Dwa kościoły jednonawowe: Krzczęcice i Potok Wielki // Sprawozdania Komisji do Badań Historii Sztuki w Polsce, t. IX, 1913.
- Trzy kościoły halowe: Olkusz, Kraśnik, Kłeczków // Sprawozdania Komisji do Badań Historii Sztuki w Polsce, t. IX, 1913.
- Zadania polskiej architektury nowoczesnej // Czasopismo Techniczne, 1913, nr 2.
- Warowne Zabytki Architektury Kościelnej w Polsce i na Litwie // Sprawozdania Komisji do Badań Historii Sztuki w Polsce, t. IX, 365.
- Rotunda Swietych Feliksa i Adaukta (NP Marii) na Wawelu // Rocznik Krakowski, 1918, s. 53—80.
- Z historii romańskiego Wawelu // Rocznik Krakowski, 1923, s. 1—23.
- Materiały do architektury bóżnic w Polsce // Prace Komisji Historii Sztuki Polskiej Akademii Umiejętności, t. IV, z. I, 1926, s. 23.
- Wawel średniowieczny // Rocznik Krakowski, 1932, s. 17—46.

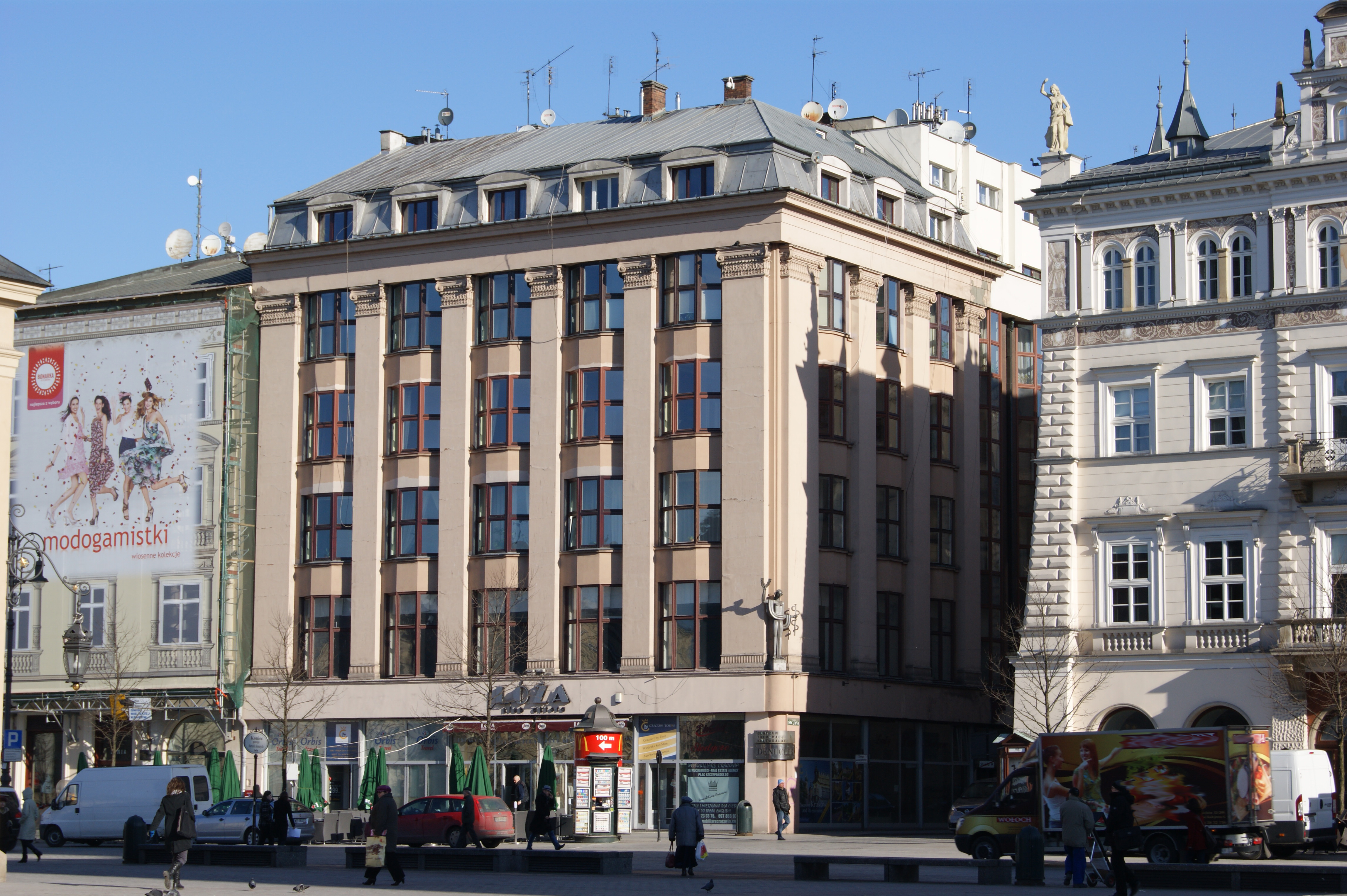
Будинок страхового товариства «Фенікс» у Кракові
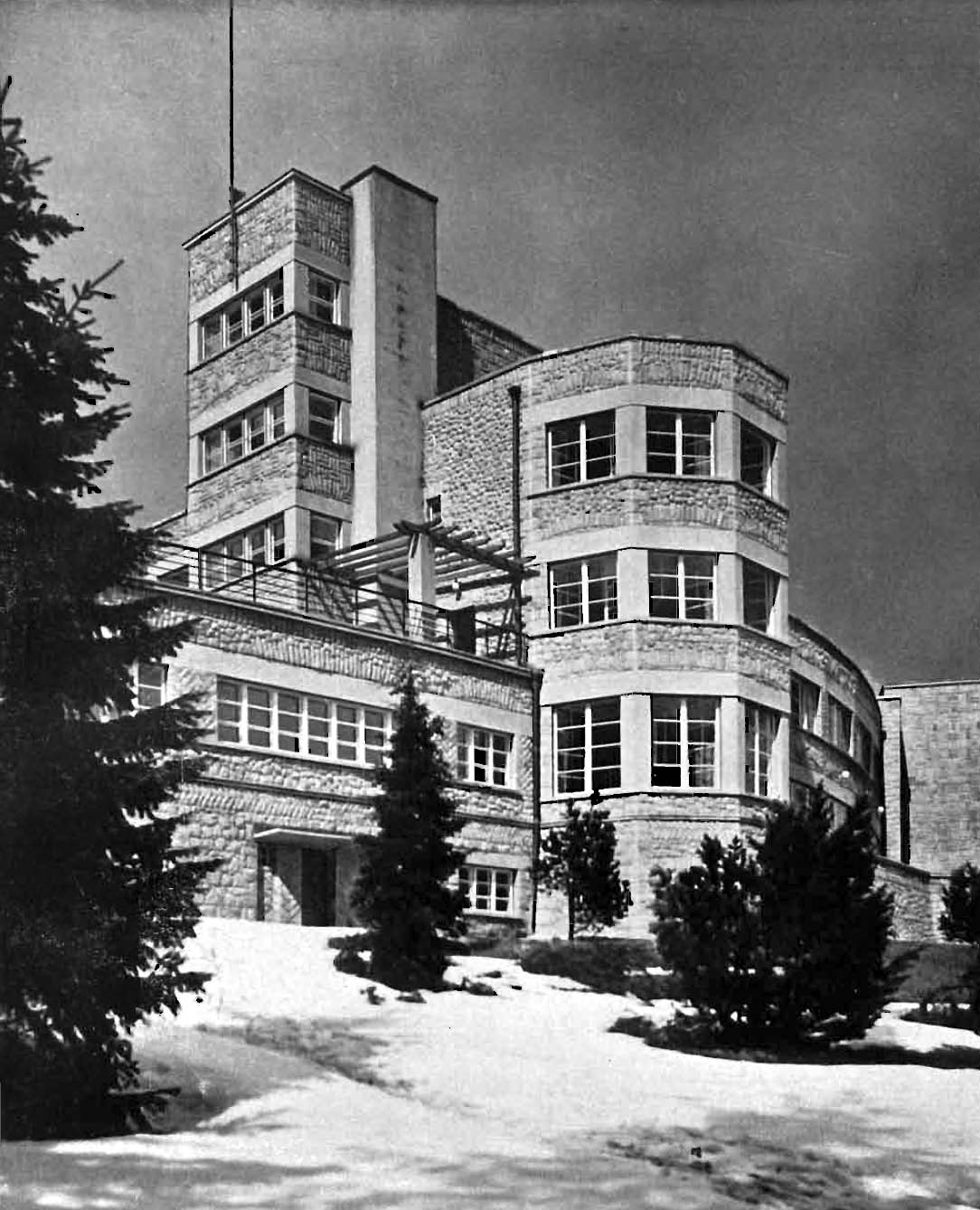
Палацик президента у Віслі. Первісний вигляд
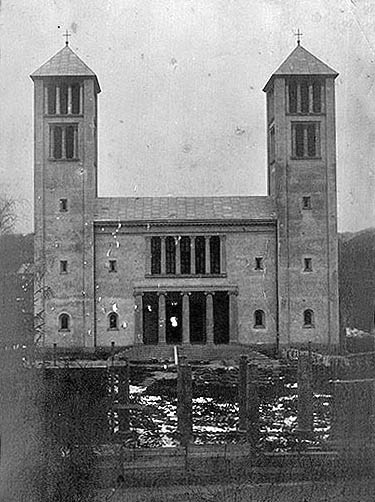
Костел у Теребовлі
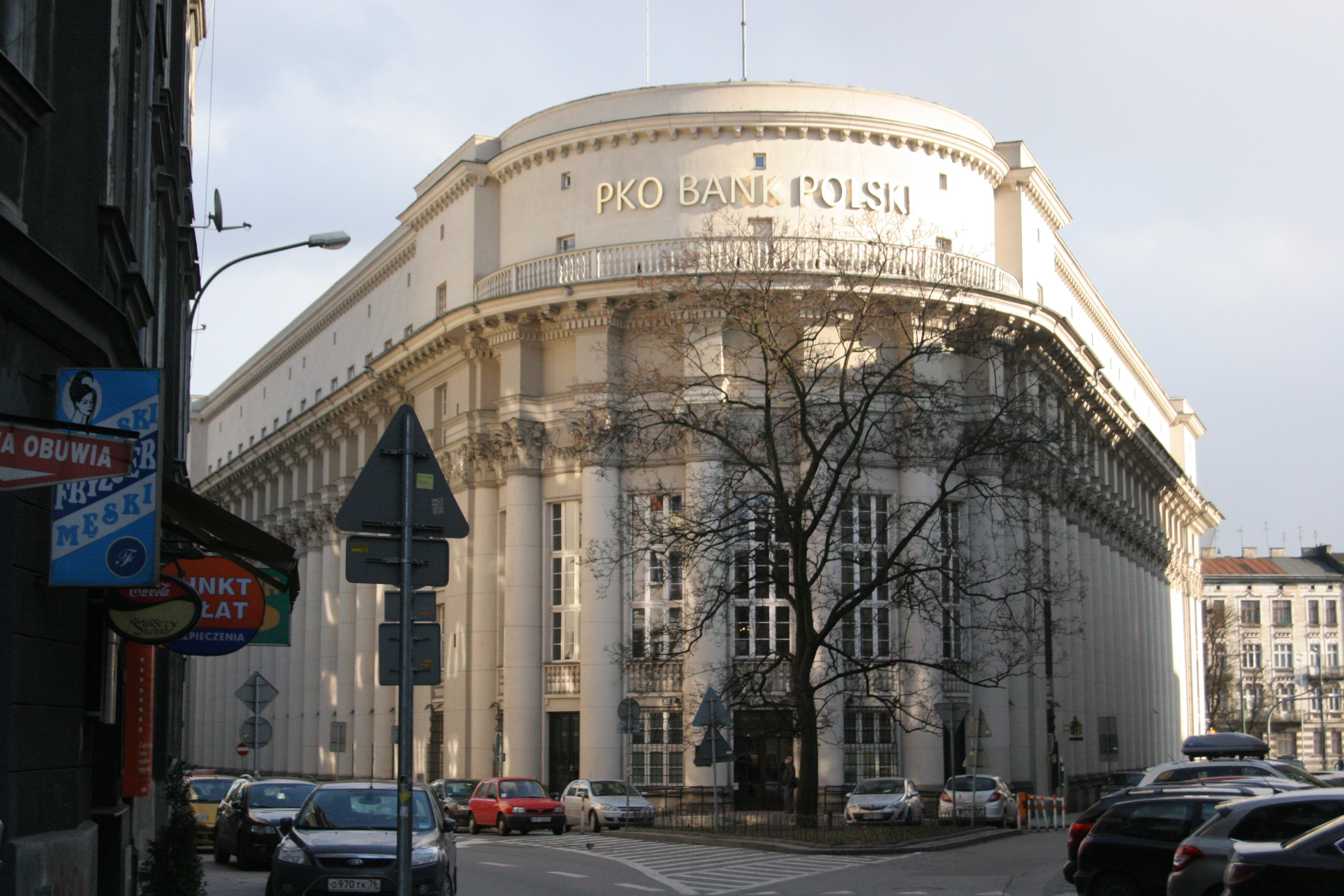
Банк PKO у Кракові
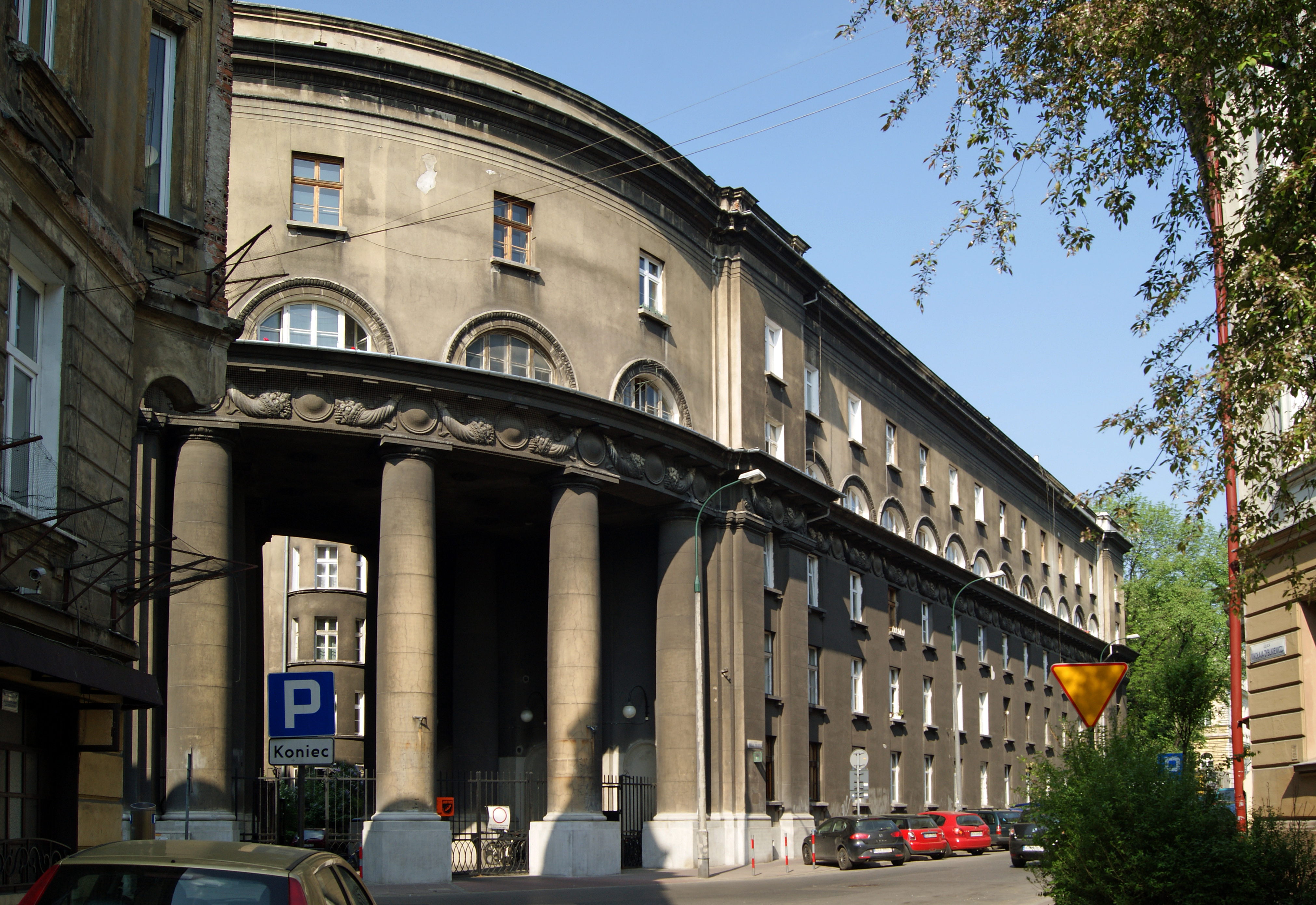
Прибуткові будинки РКО на вул. Зиблікевича у Кракові
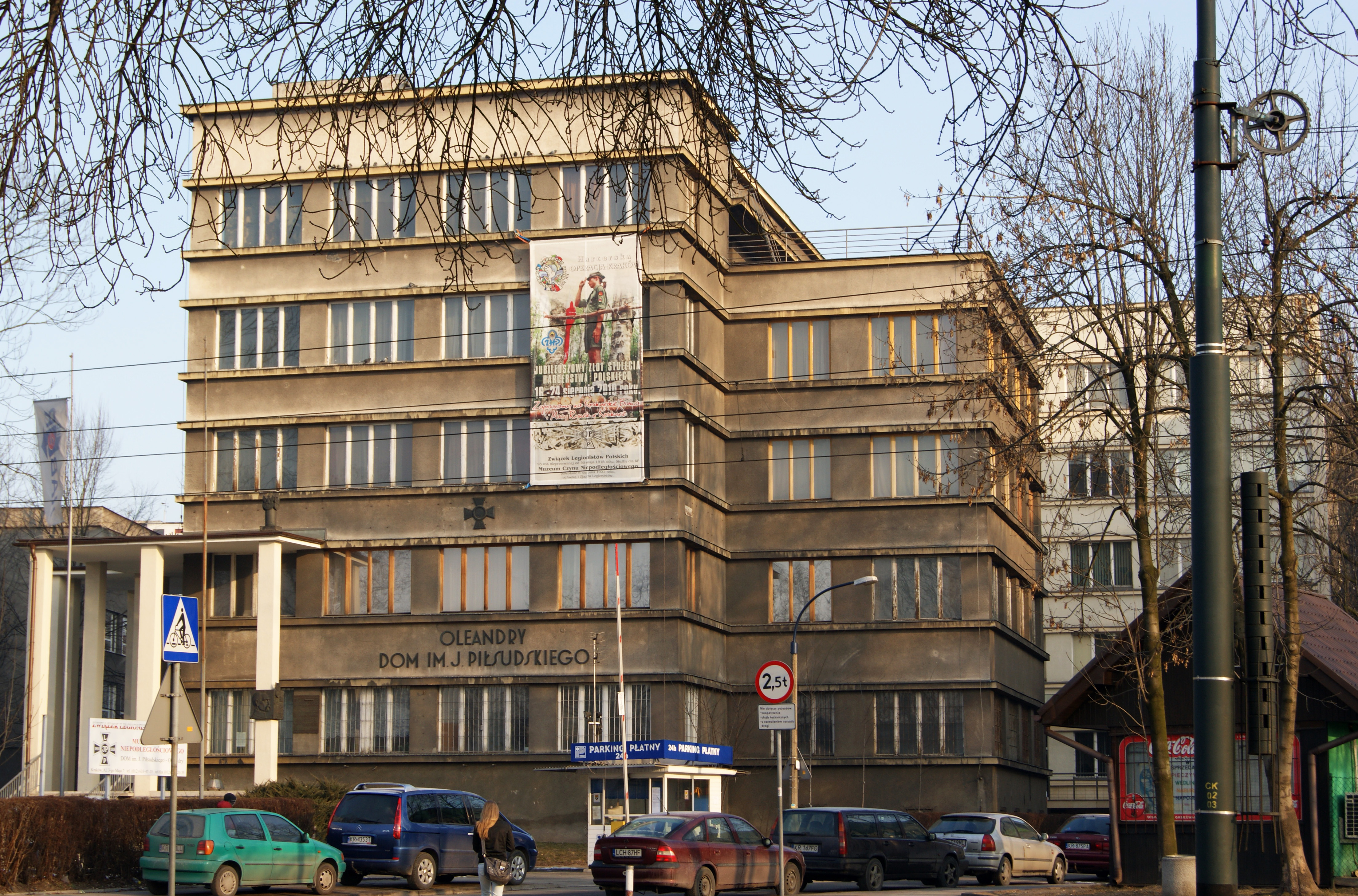
Дім ім. Ю. Пілсудського у Кракові